# Kim, el doctor romántico
Kim, el doctor romántico (en hangul, 낭만닥터 김사부; romanización revisada, Nangmandakteo kimsabu) es una serie de televisión surcoreana de drama médico transmitida por SBS desde el 7 de noviembre de 2016 hasta el 16 de enero de 2017, protagonizada por Han Suk-kyu, Yoo Yeon-seok y Seo Hyun Jin.

## Argumento
Como el único médico de Corea del Sur con triple certificación en cirugía general, cardíaca y neurocirugía, Boo Yong-joo es el cerebro y el más importante cirujano del Hospital Geodae en Seúl hasta que desarrolla un trauma tras la muerte de una alumna en el mismo recinto provocando su desaparición. Desde ese momento Yong-joo decide cambiar su nombre a Kim Sa-boo y llega a trabajar al Hospital Doldam, ubicado en Jeongseon, provincia de Gangwon.
Tras llegar como incógnito desde el más centro médico importante del país conoce a Kang Dong-joo y Yoon Seo-jung, a quienes guía para convertirse en grandes doctores, enseñándoles a luchar contra el poder y el dinero por el bien de los pacientes.

## Reparto

### Personajes principales
- Han Suk-kyu como Kim Sa-boo / Boo Yong-joo.
- Yoo Yeon-seok como Kang Dong-joo.
  - Yoon Chan-young como Dong-joo (Adolescente).
- Seo Hyun-jin como Yoon Seo-jung.
  - Shin Yi-joon como Seo-jung (Adolescente).

### Personajes secundarios

#### Hospital Doldam
- Kim Hong-pa como Yeo Woon-yeong.
- Jin Kyung como Oh Myung-shim.
- Im Won-hee como Jang Ki-tae.
- Byun Woo-min como Nam Do-il.
- Kim Min-jae como Park Eun-tak.[3]
- Seo Eun-soo como Woo Yeon-hwa.

#### Hospital Geodae
- Choi Jin-ho como Do Yoon-wan.
- Yang Se-jong como Do In-beom.
- Jang Hyuk-jin como Song Hyun-cheol.
- Joo Hyun como el Presidente Shin.
- Yoon Na-moo como Jung In-soo.

### Otros personajes
- Kim Jung-young como la madre de Dong-joo.
- Seo Young como el asistente del presidente Shin.
- Kim Bo-jung como una enfermera.
- Lee Kyu-ho como Mr. Koo.
- Lee Chae-eun como una enfermera.
- Jin Ah-rin
- Lee Yong-ee como la madre de un paciente (ep. 3).
- Ri Min el conductor de un camión (ep. 4).
- Lee Jin-kwon
- Ko Jin-ho
- Lee Cheol-min como Kang Seung-ho (ep. 7-8).
- Lee Myung-haeng como un psicoterapeuta (ep. 8-9).
- Shin Seung-hwan como un escritor de webtoon y paciente en el hospital Doldam (ep. 9-10).[4]
- Park Seung-tae como un paciente (ep. 10).
- Kim Joon-won como el Inspector Choi.
- Kim Dan-woo como la hija del inspector Choi.
- Shin Yeon-suk
- Kim Jung-young como la madre de Kang Dong-joo.
- Lee Kang-uk como un paciente y conductor que causa una colisión por conducir ebrio.
- Lee Jae-wook
- Heo Joon-seok
- Kang Eui-sik como Park Joo-hyuk, un soldado fugitivo.
- Han Kab-soo como el padre de Park Joo-hyuk.
- Son Young-soon como la esposa de un paciente.
- Park Young-soo como el gerente general del Departamento del Centro de Control de Enfermedades.
- Park Doo-shik como el novio de Soo-jung (ep. 13-14)
- Jo I-hyun como un paciente.
- Jeon Min-seo
- Jung Soo-hwan un estudiante.
- Kim Se-joon como un paramédico transfiriendo pacientes al Hospital Doldam.
- Kim Min-sang como Oh Sung-jae, un reportero (ep. 16-17).
- Lee Jae-woo como Ahn Woo-yeol (ep. 16-17).
- Kim Soo-jin como la esposa de un paciente (ep. 18-19).
- Kim Ji-eun como la secretaria del presidente Do Yoon-wan.
- Lee Jung-sung.
- Lee Kyu-seop.
- Oh Min-ae como Ko Kyung-sook (temporada 3).[5]

### Apariciones especiales
- Kim Hye-soo como Dr. Lee Young-jo (ep. 20-21 (precuela))[6]
- Kim Hye-eun (ep. 14-18)
- Hwang Chansung como Young Gyun (ep. 8, 11-12).
- Kim Hye-jun como Jang Hyun-joo, la discípula del doctor Kim (ep. 5, 11, 18)
- Tae In-ho como Dr. Moon Tae-hwa, el novio de Yoon Seo-jung, quien muere de una hemorragia cerebral luego de estar en un accidente automovilístico (ep. 1-2)
- Moon Ji-in como un doctor y el amigo de Yoon Seo-jung (ep. 1)
- Joo Jong-hyuk como un entrevistado (temporada 3, ep. 2).[7]

## Premios y nominaciones
| Año  | Categoría                                              | Premio                   | Nominados                    | Resultado |
| ---- | ------------------------------------------------------ | ------------------------ | ---------------------------- | --------- |
| 2017 | Gran Premio (Daesang)                                  | 10th Korea Drama Award   | Han Suk-kyu                  | Nominado  |
| 2017 | Mejor actor (TV)                                       | 53rd Baeksang Arts Award | Han Suk-kyu                  | Nominado  |
| 2017 | Mejor actor revelación (TV)                            | 53rd Baeksang Arts Award | Kim Min-jae                  | Nominado  |
| 2016 | Gran Premio (Daesang)                                  | 24th SBS Drama Award     | Han Suk-kyu                  | Ganó      |
| 2016 | Gran Premio (Daesang)                                  | 24th SBS Drama Award     | Seo Hyun Jin                 | Nominada  |
| 2016 | Idol Academy Award – Best Kiss                         | 24th SBS Drama Award     | Yoo Yeon-seok y Seo Hyun Jin | Ganaron   |
| 2016 | Mejor pareja                                           | 24th SBS Drama Award     | Yoo Yeon-seok y Seo Hyun Jin | Ganaron   |
| 2016 | Top 10 Stars                                           | 24th SBS Drama Award     | Seo Hyun Jin                 | Ganó      |
| 2016 | Excellence Award, Actor in a Genre Drama               | 24th SBS Drama Award     | Yoo Yeon-seok                | Ganó      |
| 2016 | Excellence Award, Actress in a Genre Drama             | 24th SBS Drama Award     | Seo Hyun Jin                 | Ganó      |
| 2016 | New Star Award                                         | 24th SBS Drama Award     | Kim Min-jae                  | Ganó      |
| 2016 | Special Award, Actor in a Genre Drama                  | 24th SBS Drama Award     | Im Won-hee                   | Nominado  |
| 2016 | Top Excellence Award, Actor in a Genre & Fantasy Drama | 24th SBS Drama Award     | Han Suk-kyu                  | Nominado  |
| 2016 | Top 10 Stars                                           | 24th SBS Drama Award     | Han Suk-kyu                  | Ganó      |

## Adaptaciones
En el año 2022 se emitió una adaptación en Turquía, la cual tuvo como nombre Kasaba Doktoru (El Doctor del Pueblo), protagonizada por Ozan Akbaba, Deniz Can Aktas, Hazal Subasi y Vildan Atasever; duró 32 capítulos divididos en dos temporadas y fue transmitido por el canal TRT.  
Comparada con la versión  coreana, esta adaptación tuvo algunas diferencias, siendo la más destacada la relación de matrimonio del protagonista (Hakan Aydiner, interpretado por Akbaba) con la enfermera Mine Yildiz (Vildan Atasever), situación que no acontece en la versión coreana.